# Oriola Costa

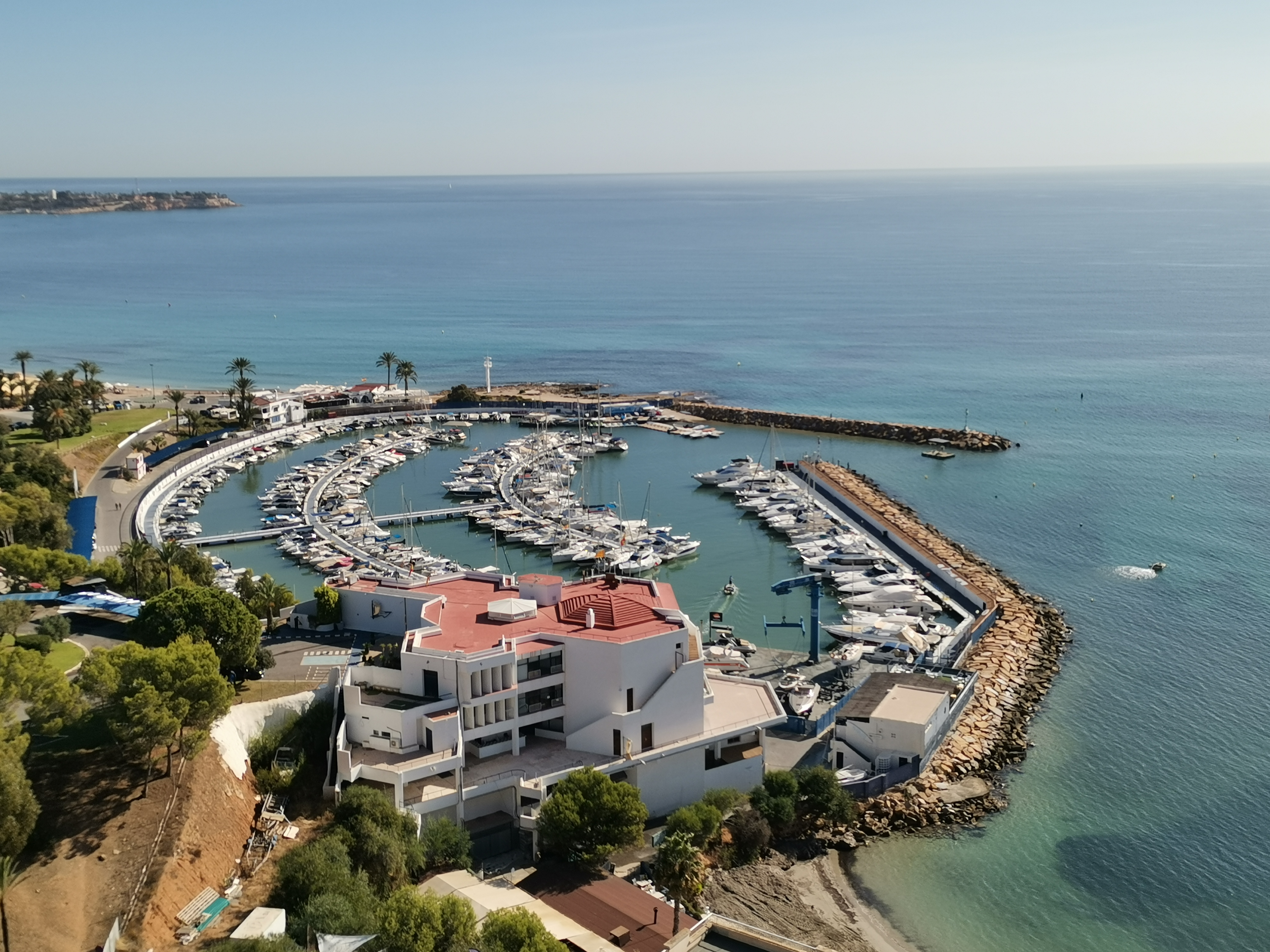
Port esportiu de la Devesa de Campoamor en la pedania d'Oriola Costa.

Oriola Costa (en castellà i oficialment, Orihuela Costa) és una pedania del municipi d'Oriola que es troba a la comarca del Baix Segura (País Valencià). Oriola Costa es troba a uns 35 - 40 quilòmetres de la ciutat d'Oriola, malgrat ser del mateix terme municipal.

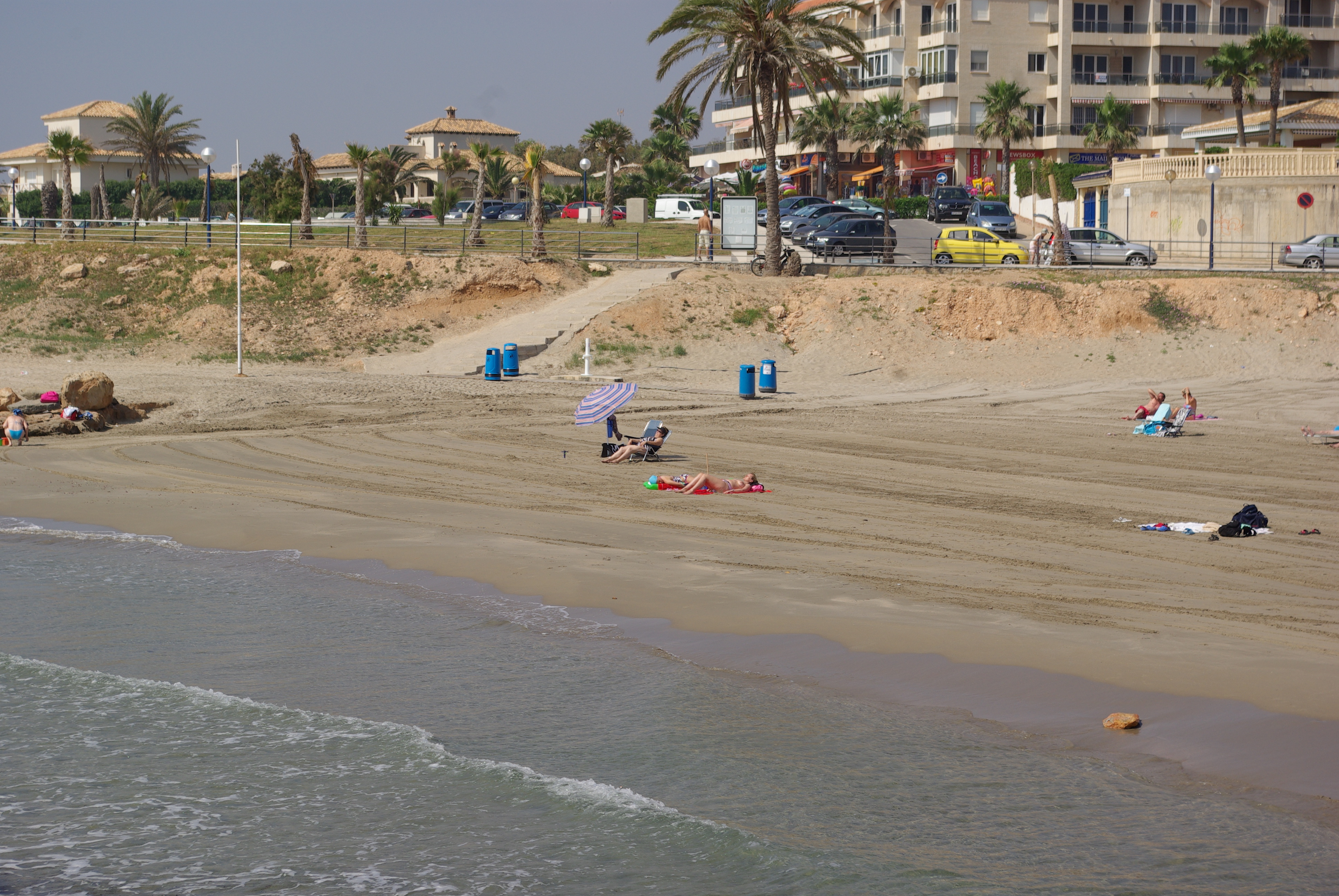
Platges d'Oriola

El terme municipal d'Oriola té 76.778 habitants en 2018 i té dos nuclis poblacionals principals: el nucli urbà d'Oriola i la zona d'Oriola Costa. El 40,48 % de la població oriolana (gentilici d'Oriola), segons el cens del 2009, era de nacionalitat estrangera, encara que el percentatge de residents de procedència estrangera és molt major si es té en compte només la zona d'Oriola Costa. Dels estrangers, el 76,46 % és d'origen europeu: en el terme municipal d'Oriola resideixen 17 121 britànics i 9545 ciutadans d'altres països europeus. La població no espanyola de països europeus es concentra principalment a la zona de la Devesa de Campoamor.
Oriola Costa es caracteritza per ser un dels principals llocs de segona residència de tota la Costa Blanca. És una pedania que quasi íntegrament està composta per macrourbanitzacions, en les quals, sobretot persones procedents del centre i nord d'Europa, s'estableixen.

## Demografia
Oriola Costa té un total de 20.005 habitants en 2018. L'àrea d'Oriola Costa es caracteritza per estar composta per molts nuclis poblacionals o grans urbanitzacions. La població varia molt en funció de l'època de l'any en què ens trobem, ja que en l'època estival la ciutat experimenta un gran creixement poblacional.
L'any 2000 en aquesta pedania amb prou feines vivien 5.645 habitants, però amb el boom del turisme en la Costa Blanca i especialment el boom de la segona residència, a Oriola Costa la població es va disparar fins als 32.530 habitants l'any 2013, però amb l'esclat de la bombolla immobiliària i la crisi, molts estrangers habitants d'Oriola Costa van decidir tornar als seus països d'origen, de manera que va caure la població fins als 20.000 habitants l'any 2017. L'any 2018 va ser el primer any de creixement per a la pedania des de 2013.
Cal matisar que aquestes dades es basen en la quantitat de persones empadronades a la costa, però cal tindre en compte que hi ha molts estrangers que viuen a Oriola Costa sense estar empadronats.

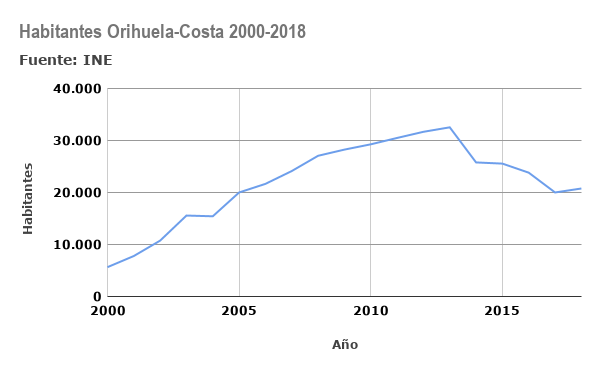
Evolució de la població d'Oriola Costa entre els anys 2000 i 2018.

Aquesta pedania alberga les següents localitats:
| UNITAT POBLACIONAL                                      |  | TOTAL | HOMES | DONES |
| 000800 ORIOLA-COSTA                                     |  | 20005 | 9558  | 10147 |
| 000801 DEVESA DE CAMPOAMOR                              |  | 800   | 392   | 408   |
| 000802 VILLAMARTÍN                                      |  | 929   | 451   | 478   |
| 000803 CAP ROIG                                         |  | 341   | 160   | 181   |
| 000804 MIL PALMERES                                     |  | 26    | 13    | 13    |
| 000805 PLATJA FLAMENCA I                                |  | 152   | 72    | 80    |
| 000806 PLATJA FLAMENCA II                               |  | 1505  | 750   | 755   |
| 000807 POBLE PRÍNCEP                                    |  | 215   | 102   | 113   |
| 000808 PUNTA PRIMERA                                    |  | 109   | 60    | 49    |
| 000809 URBANITZACIÓ BLUE LAGOON, T-2 FILIPINES I PAU 27 |  | 616   | 303   | 313   |
| 000810 URBANITZACIÓ CASTELL DON JUAN I PAU 25           |  | 320   | 156   | 164   |
| 000811 URBANITZACIÓ EL PRESIDENT                        |  | 479   | 237   | 242   |
| 000812 URBANITZACIÓ HORITZÓ                             |  | 939   | 455   | 484   |
| 000813 URBANITZACIÓ LA FLORIDA                          |  | 1323  | 642   | 681   |
| 000814 URBANITZACIÓ LA RÈGIA                            |  | 208   | 106   | 102   |
| 000815 URBANITZACIÓ LA SOLANA                           |  | 62    | 37    | 25    |
| 000817 URBANITZACIÓ LAS MIMOSAS-LA CHISMOSA             |  | 737   | 354   | 383   |
| 000818 URBANITZACIÓ LLOMES DE DON JUAN                  |  | 84    | 40    | 44    |
| 000819 BALCONS I ELS ALTS (ELS)                         |  | 357   | 180   | 177   |
| 000820 URBANITZACIÓ MONTEZENIA-TORREZENIA               |  | 197   | 95    | 102   |
| 000821 URBANITZACIÓ VILLACOSTA I                        |  | 125   | 55    | 70    |
| 000822 URBANITZACIÓ VILLACOSTA II-LES FILIPINES         |  | 393   | 201   | 192   |
| 000823 ZENIA (LA)                                       |  | 401   | 201   | 200   |
| 000824 ZENIA II (LA)-SECTOR I-1 I PAU 3                 |  | 907   | 442   | 465   |
| 000825 DOLSES (ELS)                                     |  | 550   | 276   | 274   |
| 000826 VILLAPIEDRA-SECTOR B2 I PAU 2                    |  | 697   | 340   | 357   |
| 000827 AIGUAMARINA-SECTOR A1                            |  | 532   | 261   | 271   |
| 000828 PISCINES (LES)-SECTOR J-1                        |  | 1871  | 948   | 923   |
| 000829 LAGOSOL-SECTOR F-2                               |  | 1453  | 715   | 738   |
| 000830 LLOMES DE CAMPOAMOR                              |  | 437   | 225   | 212   |
| 000831 VILLA ROSA-LA CIÑUELICA                          |  | 1026  | 485   | 541   |
| 000832 RAMBLES (LES)                                    |  | 288   | 142   | 146   |
| 000833 ALBEREDA DEL MAR D-1                             |  | 299   | 152   | 147   |
| 000834 PAU 8 - CANAL NORD                               |  | 405   | 204   | 201   |
| 000835 BARRANC (EL) I-2                                 |  | 312   | 148   | 164   |
| 000836 AMETLERS (ELS) - PAU 26                          |  | 275   | 138   | 137   |
| 000837 SECTORS CORDA (LA) I LLOMES DE CAP ROIG          |  | 580   | 293   | 287   |
| 000838 PAU 21-PUJOLS GOLF                               |  | 37    | 15    | 22    |

## Clima
Oriola costa posseeix un clima semiàrid amb precipitacions que ronden els 260 litres per metre quadrat a l'any i una temperatura mitjana de 18 °C. El clima favorable és un dels principals atractius turístics de la pedania, ja que disposa de temperatures agradables durant tot l'any i amb prou feines té dies de pluja.

## Creixement i evolució
Durant l'última dècada, Oriola Costa ha crescut notablement en tots els sentits, però sobretot quant a infraestructures. Entre elles es poden destacar:
- El 27 de novembre de 2010 es va inaugurar el CEM (Centre esportiu municipal), l'obertura d'un poliesportiu estalviava als residents haver d'anar fins a Torrevella o Sant Miquel de les Salines.[5]

- El 26 de setembre de 2012 s'inaugurava el Centre comercial La Zenia Boulevard, el centre comercial més gran de la província d'Alacant, amb més de 150 tendes. L'obertura d'aquest macrocentre va suposar un gran creixement econòmic per a la zona. També va contribuir al fet que augmentara el nombre de visitants nacionals i provincials.[6]

- Al setembre de 2016 s'inaugurava l'IES Platja Flamenca de rajola, una infraestructura que els habitants portaven demandant des de fa més d'una dècada.[7]

- A l'estiu de 2018 va obrir el primer McDonald's al terme municipal d'Oriola i ho feia en la Zenia. Això estalviava als habitants haver d'anar fins a Punta Primera que és on estava el més proper.[8]

- Al setembre de 2018 s'inaugurava el nou Col·legi Platges d'Oriola de rajola. Igual que amb l'institut, aquesta infraestructura va ser extremadament demandada pels habitants ja que entre col·legi i institut sumaven quasi 30 anys en barracons.[9]

- El desdoblament de la N 332 al seu pas per Oriola Costa va alleujar notablement el trànsit. Per aquesta carretera nacional passen diàriament més de 40.000 vehicles i és una de les principals vies d'accés a la pedania.

- Oriola costa ha experimentat un creixement urbanístic sense precedents. La pedania s'ha omplit d'urbanitzacions i edificis residencials en qüestió de dues dècades.

## Eix Torrevella-Oriola Costa
Torrevella és la ciutat veïna d'Oriola Costa i, com que està molt més a prop que Oriola, els habitants d'Oriola Costa es desplacen sobretot a aquest municipi veí per accedir a serveis com l'hospital universitari de Torrevella, Aquopolis o zones d'oci nocturn. Al seu torn, molts habitants de Torrevella treballen a la pedania d'Oriola Costa i es desplacen diàriament a ella.
Entre Torrevella i Oriola Costa es produeix una constant retroalimentació que afavoreix al desenvolupament i creixement de totes dues. Una cosa similar es produeix amb el municipi de Sant Miquel de les Salines, però en molt menor mesura. En aquest cas, Oriola Costa és la que ofereix serveis com el centre comercial molt atractiu per als de Sant Miquel.

## Geografia[10]
Ací també se situen els següents espais naturals:
- Platja de Cala Tancada
- Platja Flamenca
- Platja de Barranc Ros
- Platja de Punta Primera
- Platja de la Glea
- Platja Capità
- Platja La Caleta
- Cala Bosc
- Cala Mosca
- Platja Mil Palmeres
- Platja Aiguamarina
- Serra Escalona (en aquesta pedania es troba realment una part molt petita d'aquesta serra).

Oriola compta amb 16 km de costa amb 11 cales i platges de fina arena daurada que són banyades pel càlid Mediterrani. La privilegiada situació geogràfica i les seues excel·lents condicions climàtiques possibiliten el gaudiment de les seues platges i la realització d'esports nàutics durant tot l'any. Les platges són reconegudes i acreditades per les certificacions oficials dels organismes i institucions que vigilen i controlen els criteris de qualitat. Les Banderes Blaves, les certificacions “Q” de Qualitat Turística, les distincions del SICTED i els guardons obtinguts posicionen Oriola com una destinació turística de qualitat, amb el major nombre de distincions per quilòmetre de costa del País Valencià.